# 柳家つばめ (2代目)
2代目柳家 つばめ（やなぎや つばめ、1876年（明治9年）2月11日 - 1927年（昭和2年）5月31日）は、落語家。本名、浦出 祭次郎。

## 来歴
実家は芝金杉町（現・東京都港区芝）の米屋で、その次男。
20歳頃に天狗連に出入りしていたことから、知り合いの落語家麗々亭柳左衛門の紹介で、1899年に4代目麗々亭柳橋門人となり麗々亭柳輔と名乗る。だが、入門して間もなく師匠柳橋が没した。
1901年秋、3代目柳家小さん門下に入り、柳家小きんとなる。
1905年3月、4代目柳家小三治を襲名。実力が認められ師匠小さんの娘を嫁に貰い、落語研究会にも加入する。
1911年4月、神田立花亭において真打に昇進する。
1913年4月、2代目柳家つばめを襲名。このあたりが最も羽振りがよかった。
1917年に新たに発足された演芸会社に加入。
関東大震災後、睦会に加入するが、だんだん芸の力も落ち始め、晩年は不遇で小唄の師匠をして生計を立てていたという。

## 人物
古典から新作までかなりの噺を演じていた。また3代目小さん門下の纏め役として、4代目柳家小さん、初代柳家小せん、3代目蝶花楼馬楽、初代柳家三語楼（山口慶三）などの多くの門人の面倒を見た。
インテリでめがね姿が特徴であった。1911年には真打記念に速記本『小三治新落語集』が出版されている。